# Pseudorhipsalis amazonica
Pseudorhipsalis amazonica, vrsta kaktusa iz sjevernog Brazila, Kolumbije, Kostarike, Ekvadora, Paname, Perua i Venezuele.
- Preporučena temperatura:  Noć: 10-11°C
- Tolerancija hladnoće:  držati iznad 10°C
- Minimalna temperatura:  18°C
- Izloženost suncu:  mora biti u sjeni
- Porijeklo:  Peru i Costa Rica
- Opis:   epifitni kaktus, raste kao puno visečih stabljika (listova) dugih 15-37 cm
- Cvjetovi: ružičaste i plave boje